# Frodo Mikkelsen
Frodo Mikkelsen (født 1974, død 14. februar 2024) var en dansk kunstner bosiddende i København. Frodo Mikkelsen arbejdede med maleri og skulptur.
Frodo Mikkelsen debuterede på Kunstnernes Efterårsudstilling i 2001, og udstillede siden sine værker på en række udstillinger i Danmark og i udlandet.
Frodo Mikkelsen havde en fortid som graffitimaler. Mikkelsens malerier er oftest malet på en hvid baggrund, med motivet i klare og markante farver; ofte landskabsskildringer. Mikkelsens malerier er blevet anset som værende inspireret af blandt andet surrealismen.
Udover maleriet arbejdede Frodo Mikkelsen med skulptur, oftest med kranier som motiv.

## Eksterne links
- Frodo Mikkelsens hjemmeside Arkiveret 19. oktober 2020 hos  Wayback Machine